# Магас Македонский
Магас (др.-греч. Μάγας) — македонский аристократ IV века до н. э.
О жизни Магаса известно немногое. Предположительно, согласно одной из эпиграмм Посидиппа, он происходил из Эордеи. Магас женился на дочери Кассандра Антигоне. Кассандр был братом одного из наиболее близких к Филиппу II военачальников Антипатра. Таким образом брак между дочерью Кассандра и Магасом можно рассматривать в качестве союза между двумя влиятельными родами в Македонии. От этого брака родилась по меньшей мере одна дочь, Береника I. Впоследствии она стала женой царя Египта Птолемея I Береника I. Д. Грейнджер отмечает, что несмотря на возраст Магас не принимал участия в Восточном походе Александра Македонского.
У Береники от первого брака с Филиппом родился сын, которого назвали в честь деда Магасом. Впоследствии Беренику пытались представить единокровной сестрой Птолемея, дочерью Лага от другой жены. Таким образом Птолемеи стремились обосновать закрепившуюся в их роде традицию близкородственных браков между братьями и сёстрами возведя её к основателю династии. Это мнение о тождественности Магаса и Лага отображено в одном из схолиев к XVII идиллии Феокрита, однако оно не находит признания у современных историков.